# Barbados ai Giochi della XXIV Olimpiade
Le Barbados partecipò ai Giochi della XXIV Olimpiade, svoltisi a Seul, Corea del Sud, dal 17 settembre al 2 ottobre 1988, con una delegazione di 17 atleti impegnati in sette discipline.